# Corupá (ort)
Corupá är en ort i Brasilien.   Den ligger i kommunen Corupá och delstaten Santa Catarina, i den södra delen av landet, 1 200 km söder om huvudstaden Brasília. Corupá ligger 66 meter över havet och antalet invånare är 12 600.
Terrängen runt Corupá är huvudsakligen kuperad, men norrut är den bergig. Corupá ligger nere i en dal. Runt Corupá är det ganska tätbefolkat, med 239 invånare per kvadratkilometer.. Närmaste större samhälle är Jaraguá do Sul, 18,8 km öster om Corupá.
I omgivningarna runt Corupá växer i huvudsak städsegrön lövskog.